# 梶原龍児
梶原 龍児（かじわら りゅうじ、1976年12月9日 - ）は、日本の元男性キックボクサー、プロボクサー、ミュージシャン。東京都出身。第2代WFCAタイボクシング世界ライト級王者。初代Krush -63kg王者。
本名（およびプロボクサー時代のリングネーム）の梶原 隆治（読みは同じ）名義で音楽活動を行っている。キックボクサー梶原洋樹は双子の兄。

## 来歴
1994年、駿台学園高等学校でボクシング東京都代表としてわかしゃち国体出場。高校卒業後は白井・具志堅スポーツジムに所属し、プロデビュー。赤井英和主演の映画『どついたるねん』に憧れ、芸能界デビューするために格闘家として有名になることが目標であった。
プロボクシング戦績14勝5敗3分でボクシングを引退してキックボクシングに転向。
2003年、チームドラゴンに所属。
2005年5月3日、第16回全日本新空手道選手権大会 K-2トーナメント軽中量級で優勝を果たした。
2005年6月12日、J-NETWORKライト級新人王決定トーナメントで優勝を果たした。
2006年5月17日、J-NETWORKライト級王者決定戦で小宮由紀博と対戦し、判定勝ち。J-NETWORKライト級王座を獲得した。
2007年4月15日、全日本キックボクシング連盟に初参戦。石川直生と対戦し、引き分け。
2007年6月3日、J-NETWORK「TEAM DRAGON QUEST 1」で西山誠人とWFCAタイボクシング世界ライト級タイトルマッチで対戦し、判定勝ち。第2代WFCAタイボクシング世界ライト級王者になった。
2007年6月、WFCA世界ライト級王座を獲得したことを理由にJ-NETWORKライト級王座を返上。
2007年8月25日、全日本キックボクシング連盟で開催されたKick Returnトーナメント1回戦で前田尚紀と対戦。ダウンを奪い合う激闘となったが、5ラウンドに左ミドルキックでKO負け。
2007年11月、プロデュースした格闘技フィットネスジム「Ret's Fitness GYM」を東京都杉並区にオープン。
2007年12月22日、チームドラゴン主催興行「燃えろドラゴン!その壱」でライブパフォーマンスを披露した。
2008年2月24日、K-1初参戦となったK-1 ASIA MAX 2008 IN SEOULで元WBC世界フェザー級王者チ・インジンと対戦し、判定負け。
2008年3月3日、初のワンマンライブ「Stand up and push on!」をShibuya eggmanで開催した。
2008年10月1日、K-1 WORLD MAX 2008 FINALで大月晴明と対戦し、判定負け。この試合は当初、梶原の持つWFCAタイボクシング世界ライト級王座と大月の持つWPKCムエタイ世界ライト級王座をかけた世界王座統一戦として進められていたが、WPKC側が肘打ち有りでなければ認められないということでノンタイトル戦に変更となっていた。（WFCAは複数の王座を認定しており、梶原の持つタイボクシング王座は「肘なし」ルールで、WFCAムエタイ王座は「肘あり」ルール。）
2008年11月4日、ファースト・アルバム「FIGHT THE POWER 〜First Punch〜」を発売し、同日に発売記念LIVE「愛と友情と平和を叫ぶ」をShibuya eggmanで開催した。
2008年12月23日、TOUITSU ライト級（62kg級）初代王者決定トーナメントに出場。1回戦でJ-NETWORKライト級王者黒田アキヒロと対戦し、0-2の判定負けを喫した。
2009年3月14日、K-1ルールの大会「Krush.2」で山本元気と対戦し、判定負けを喫した。
2009年7月24日、Krushライト級グランプリに出場。1回戦でソルデティグレ・ヨースケにTKO勝ちするも、準々決勝で"狂拳"竹内裕二に0-3の判定負けを喫した。
2010年4月29日、Krush.6で遠藤大翼と対戦し、3-0の判定勝ちを収めた。
2010年8月14日、Krush.9で石川直生と対戦。3Rにダウンを奪い、3-0の判定勝ちを収めた。
2011年1月9日、Krush初代王座決定トーナメント 〜Round.2〜で、TaCaと対戦。3-0の判定勝ちを収めた。
2011年4月30日、Krush初代王座決定トーナメント 〜Triple Final Round〜準決勝で、才賀紀左衛門と対戦、3-0の判定勝ちを収めた。決勝戦で卜部功也と対戦、2-0の判定勝ちを収め初代Krush -63kg王座を獲得した。
2011年6月25日、K-1 WORLD MAX 2011 -63kg Japan Tournament FINAL1回戦で、K-1甲子園2009王者野杁正明と対戦し、延長の末1-2の判定負けを喫した。
2011年12月9日、Krush14でK-1 -63kg 2010 Japan Tournament優勝者の大和哲也と対戦し、3-0の判定勝ちでKrush -63kg王座の初防衛に成功。
2012年8月12日、Krush.21でトーマス・アダマンドポウロスと対戦し、左ハイキックでTKO負けを喫し、Krush -63kg王座の2度目の防衛に失敗した。
2013年5月12日、Krush.28で木村ミノルと対戦し、左フックでKO負け。
2013年12月14日、引退試合としてKrush.35で卜部弘嵩と対戦し、判定勝ち。

## 戦績

### プロキックボクシング
| キックボクシング 戦績 | キックボクシング 戦績 | キックボクシング 戦績 | キックボクシング 戦績 | キックボクシング 戦績 | キックボクシング 戦績 | キックボクシング 戦績 |
| --------------------- | --------------------- | --------------------- | --------------------- | --------------------- | --------------------- | --------------------- |
| 39 試合               | (T)KO                 | 判定                  | その他                | 引き分け              | 無効試合              |                       |
| 25 勝                 | 6                     | 19                    | 0                     | 1                     | 0                     |                       |
| 13 敗                 | 3                     | 10                    | 0                     | 1                     | 0                     |                       |

| 勝敗 | 対戦相手                     | 試合結果                                      | 大会名 | 開催年月日     |
| ○    | 卜部弘嵩                     | 3R終了 判定3-0                                | Krush.35 | 2013年12月14日 |
| ○    | 寺崎直樹                     | 3R終了 判定3-0                                | Krush.33 | 2013年9月21日  |
| ×    | 木村ミノル                   | 3R 1:50 KO（左フック）                        | Krush.28 | 2013年5月12日  |
| ×    | 小宮由紀博                   | 延長R終了 判定0-3                             | Road to GLORY JAPAN -65kg SLAM 【1回戦】 | 2013年3月10日  |
| ○    | 一輝                         | 3R終了 判定3-0                                | Krush.25 ～TEAM DRAGON 10th Anniversary～                                                                                                   | 2012年12月14日 |
| ×    | トーマス・アダマンドポウロス | 2R 1:42 TKO（左ハイキック）                   | Krush.21 【Krush-63kg級タイトルマッチ】 | 2012年8月12日  |
| ○    | HIROYA                       | 3R終了 判定3-0                                | Krush.18 | 2012年5月3日   |
| ○    | 大和哲也                     | 3R終了 判定3-0                                | Krush.14 【Krush-63kg級タイトルマッチ】 | 2011年12月9日  |
| ○    | リュウ・ウェイ               | 3R終了 判定3-0                                | Krush.12 | 2011年9月24日  |
| ×    | 野杁正明                     | 延長R終了 判定1-2                             | K-1 WORLD MAX 2011 -63kg Japan Tournament FINAL 【1回戦】                                                                                   | 2011年6月25日  |
| ○    | 卜部功也                     | 3R終了 判定2-0                                | Krush初代王座決定トーナメント 〜Triple Final Round〜 【Krush-63kg初代王座決定トーナメント 決勝】                                            | 2011年4月30日  |
| ○    | 才賀紀左衛門                 | 3R終了 判定3-0                                | Krush初代王座決定トーナメント 〜Triple Final Round〜〜 【Krush-63kg初代王座決定トーナメント 準決勝】                                        | 2011年4月30日  |
| ○    | TaCa                         | 3R終了 判定3-0                                | Krush初代王座決定トーナメント 〜Round.2〜 【Krush-63kg初代王座決定トーナメント 1回戦】                                                      | 2011年1月9日   |
| ○    | 石川直生                     | 3R終了 判定3-0                                | Krush.9 | 2010年8月14日  |
| ○    | 遠藤大翼                     | 3R終了 判定3-0                                | Krush.6 | 2010年4月29日  |
| ○    | 寒川慶一                     | 3R終了 判定3-0                                | K-1 WORLD GP 2009 FINAL 【オープニングファイト】                                                                                            | 2009年12月5日  |
| ×    | "狂拳"竹内裕二               | 3R終了 判定0-3                                | Krushライト級グランプリ2009 〜開幕戦 Round.1〜【準々決勝】                                                                                  | 2009年7月24日  |
| ○    | ソルデティグレ・ヨースケ     | 2R 1:00 TKO（ドクターストップ：左目尻カット） | Krushライト級グランプリ2009 〜開幕戦 Round.1〜【1回戦】                                                                                     | 2009年7月24日  |
| ×    | 山本元気                     | 3R終了 判定0-3                                | 全日本キックボクシング連盟「Krush.2」 | 2009年3月14日  |
| ×    | 黒田アキヒロ                 | 3R終了 判定0-2                                | KING OF KINGS TOUITSU in KOBE 【TOUITSU 62kg級初代王者決定トーナメント 1回戦】                                                              | 2008年12月23日 |
| ×    | 大月晴明                     | 3R終了 判定0-3                                | K-1 WORLD MAX 2008 World Championship Tournament FINAL                                                                                      | 2008年10月1日  |
| ○    | キム・ギョングワン           | 3R 2:47 KO（3ノックダウン：跳び膝蹴り）       | J-NETWORK「TEAM DRAGON QUEST 2」 | 2008年8月31日  |
| ×    | 吉本光志                     | 3R終了 判定0-2                                | 全日本キックボクシング連盟 「CUB☆KIX 〜全日本キックvsチームドラゴン・10vs10 全面対抗戦〜」                                                  | 2008年5月31日  |
| ×    | チ・インジン                 | 3R終了 判定0-3                                | K-1 ASIA MAX 2008 IN SEOUL 【スーパーファイト】                                                                                             | 2008年2月24日  |
| ○    | ファイヤー原田               | 3R+延長R終了 判定2-1                          | 全日本キックボクシング連盟 「浪漫」 Kick Return Kickboxer of the best 60 Tournament 〜決勝戦〜 【Kick Returnトーナメント リザーブファイト】 | 2007年10月25日 |
| ×    | 前田尚紀                     | 5R 2:40 KO（左ミドルキック）                  | 全日本キックボクシング連盟 「浪漫」 Kick Return Kickboxer of the best 60 Tournament 〜開幕戦〜 【Kick Returnトーナメント 1回戦】            | 2007年8月25日  |
| ○    | 西山誠人                     | 5R終了 判定3-0                                | J-NETWORK「TEAM DRAGON QUEST 1」 【WFCAタイボクシング世界ライト級タイトルマッチ】                                                           | 2007年6月3日   |
| △    | 石川直生                     | 5R終了 判定1-0                                | 全日本キックボクシング連盟「New Deal」 | 2007年4月15日  |
| ○    | 渡辺大介                     | 3R 2:39 TKO（ドクターストップ：額のカット）   | マーシャルアーツ日本キックボクシング連盟 「SURPRISING 8 〜MA日本キック連盟祭・オールタイトルマッチ〜」                                      | 2006年12月3日  |
| ○    | KAWASAKI                     | 3R 2:25 TKO（タオル投入）                     | J-NETWORK「MACH GO! GO! '06 〜フライ級最強決定トーナメント1回戦〜」                                                                         | 2006年9月1日   |
| ○    | 小宮由紀博                   | 5R終了 判定2-0                                | J-NETWORK「GO! GO! J-NET '06 〜Invading the DRAGON〜」 【J-NETWORKライト級王者決定戦】                                                      | 2006年5月17日  |
| ○    | 黒田アキヒロ                 | 3R+延長R終了 判定3-0                          | J-NETWORK「GO! GO! J-NET '06 〜Light my fire!〜」                                                                                           | 2006年1月9日   |
| ×    | 壮泰                         | 3R+延長R終了 判定0-3                          | J-NETWORK「GO! GO! J-NET '05 〜SKY HIGH〜」                                                                                                 | 2005年9月21日  |
| ○    | 細野岳範                     | 1R 2:04 KO                                    | J-NETWORK「J-FIGHT 5」 【ライト級新人王決定トーナメント 決勝】                                                                              | 2005年6月12日  |
| ○    | 岩切博史                     | 2R終了 判定3-0                                | J-NETWORK「J-FIGHT 5」 【ライト級新人王決定トーナメント 準決勝】                                                                            | 2005年6月12日  |
| ○    | ファイヤー原田               | 3R+延長R終了 判定3-0                          | J-NETWORK「J-FIGHT 3」 【ライト級新人王決定トーナメント 1回戦】                                                                             | 2005年4月10日  |
| ○    | 小野祥宏                     | 1R 1:51 KO（3ノックダウン：右ストレート）     | J-NETWORK「J-FIGHT 3」 | 2005年2月13日  |
| ○    | 田村聡太                     | 3R+延長R終了 判定3-0                          | SHOOT BOXING 2004 Infinity-S Vol.3 | 2004年6月4日   |
| ×    | 藤井徹                       | 3R終了 判定1-2                                | R.I.S.E. VI | 2004年2月11日  |

### プロボクシング
| 勝敗 | 対戦相手                   | 試合結果         | 大会名       | 開催年月日     |
| ×    | 酒井俊光                   | 8R 1:11 負傷判定 | 後楽園ホール | 2003年10月23日 |
| ○    | チョンゴン・ウォースラポン | 5R 3:00 KO       | 後楽園ホール | 2003年6月3日   |
| ×    | 木村章司                   | 9R 2:15 TKO      | 後楽園ホール | 2002年9月16日  |
| ○    | ビルゴ・ワロウ             | 10R終了 判定     | 後楽園ホール | 2002年5月20日  |
| ○    | ヨードイ・トー・ジンダー   | 8R終了 判定      | 後楽園ホール | 2001年10月23日 |
| ○    | 盛川友基                   | 5R 1:08 負傷判定 | 後楽園ホール | 2001年7月16日  |
| ○    | Minato Mizoguchi           | 4R終了 判定      |              | 2001年5月13日  |
| ○    | 小川裕一                   | 8R 1:22 TKO      | 後楽園ホール | 2001年4月23日  |
| ○    | マーロン・テラド           | 2R KO            | 後楽園ホール | 2000年10月16日 |
| ○    | 井澤大輔                   | 8R終了 判定      | 後楽園ホール | 2000年7月17日  |
| ×    | 鳥海純                     | 8R終了 判定0-2   | 後楽園ホール | 2000年3月28日  |
| ×    | 栄村繁幸                   | 6R終了 判定      | 後楽園ホール | 1999年12月10日 |
| △    | Taku Yaegashi              | 4R終了 引き分け  |              | 1999年9月9日   |
| ○    | Kosei Takazumi             | 6R終了 判定      | 後楽園ホール | 1999年6月28日  |
| ○    | 栄村繁幸                   | 6R終了 判定3-0   | 後楽園ホール | 1999年3月15日  |
| ○    | Matsunari Nakaishi         | 4R終了 判定      |              | 1998年10月2日  |
| △    | Masayuki Fujigake          | 4R終了 引き分け  |              | 1997年9月29日  |
| ○    | Shingo Ohashi              | 4R終了 判定      |              | 1997年8月1日   |
| △    | Daisuke Nishiwaki          | 4R終了 引き分け  |              | 1997年6月20日  |
| ○    | Angel Kuwabara             | 2R KO            |              | 1996年11月8日  |
| ×    | 木谷卓也                   | 2R KO            | 後楽園ホール | 1996年7月8日   |
| ○    | Hisashi Matsui             | 4R終了 判定      |              | 1996年4月8日   |

## 獲得タイトル
- J-NETWORKライト級新人王（2005年）
- J-NETWORKライト級王座
- 第2代WFCAタイボクシング世界ライト級王座
- 初代Krush-63kg王座（防衛1度）